# Phil Cunningham

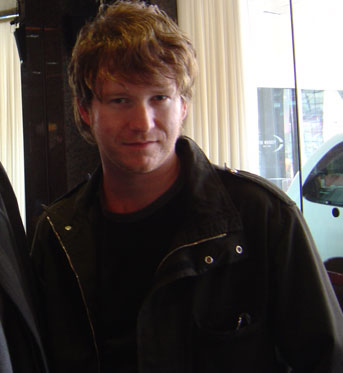
Phil Cunningham em 2005

Phil Cunningham (Macclesfield, nascido em 17 de dezembro de 1974) é um guitarrista e tecladista britânico que faz parte das bandas New Order e Bad Lieutenant.